# IDOM

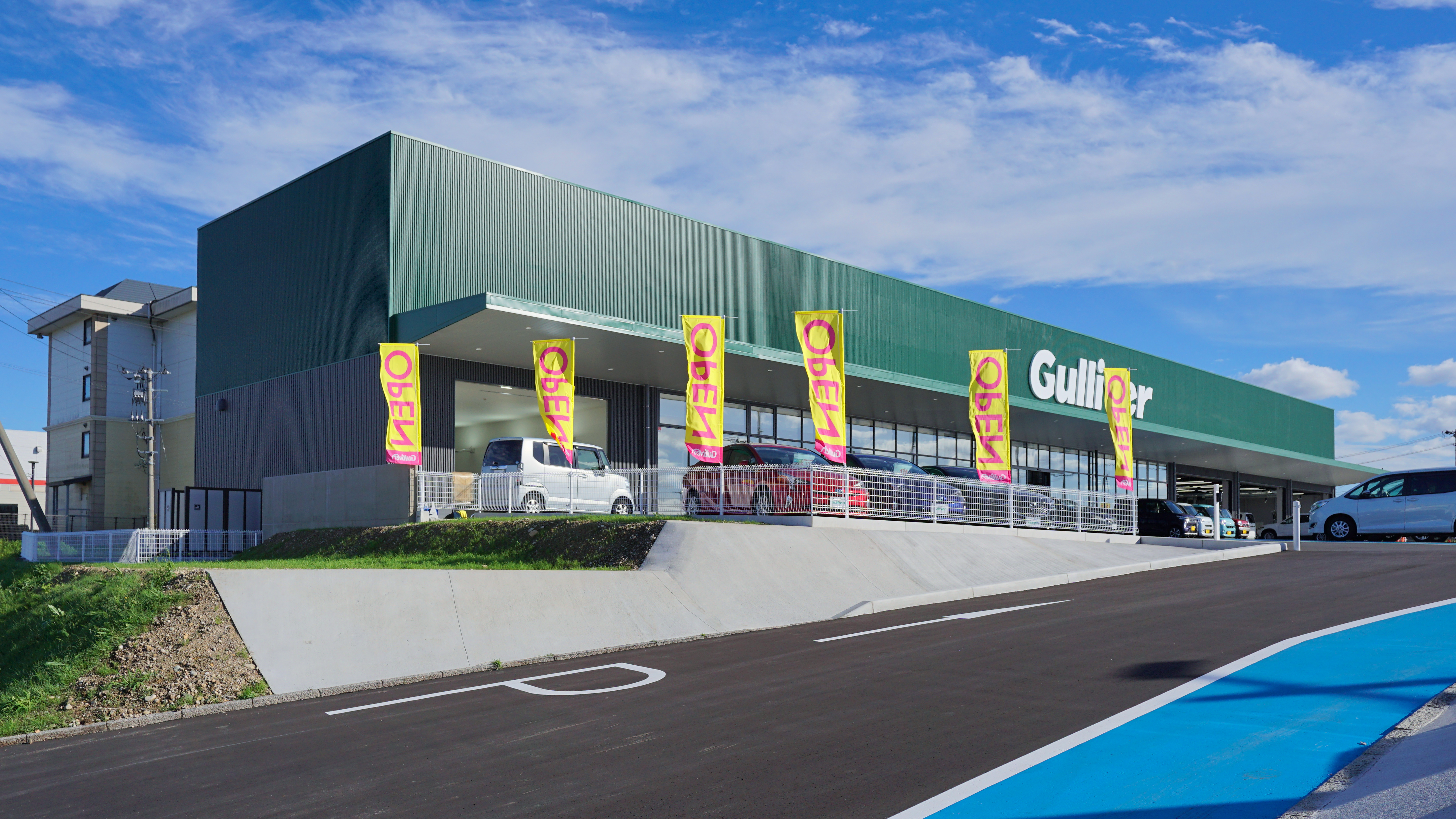
Gulliverの店舗例（秋田御所野店）

株式会社IDOM（いどむ、英: IDOM Inc.）は、東京都千代田区に本社を置く中古車をメインとした自動車の販売・買取会社。旧社名は株式会社ガリバーインターナショナル。
中古車の販売と買取のGulliver（ガリバー）ブランドを軸に全国約460店舗を出店。昨今では、車両のサブスクリプションサービスや個人間カーシェアサービスなどをリリースしている。

## 概要
1994年4月、創業者である羽鳥兼市が福島県郡山市において「東京マイカー販売株式会社」を設立。1998年に上場、2003年に東証一部に指定替えする。2016年7月、株式会社ガリバーインターナショナルから、現社名に変更した。
2018年11月15日に同業のビッグモーターが、IDOM株式を984万株（9.21%）保有したことが同社の大量保有報告書にてリリースされ、2023年9月時点でも443万株（4.15%）の株式がビッグモーターによって保有されている。なお、IDOMはビッグモーターとの間で資本提携や業務提携などの締結はしていない。
また、2024年2月時点で保有しているIDOM社のすべての株を売却し現在は保有株は0である。

## 特徴
ユーザーから買い取った車を、中古車販売店向けのオークションに出品することで利益を上げる「買取専門」というビジネスモデルを作り上げた。中古車の査定価格は、店と客との駆け引きではなく、査定に明確な基準を定め、全国の店舗で同じように査定価格を出すためのマニュアルを作り、価格決定を透明化した。現物の車を見せずにパソコンの画面で写真や情報を見せて中古車を売る「画像販売システム」を実施。女性スタッフだけの店舗を実現。などなど、業界の常識をくつがえしてきた。

## 沿革
- 1994年（平成6年）
  - 4月 - 東京マイカー販売株式会社の車買取部門として、福島県郡山市にガリバー1号店「安積店」をオープン。
  - 9月 - ガリバーフランチャイズ1号店「弘前店」をオープン
  - 10月 - 福島県郡山市に株式会社ガリバーインターナショナル・コーポレーションを設立。
- 1996年（平成8年）
  - 2月 - 千葉県浦安市に東京本社を開設し、フランチャイズ本部機能を移転。
  - 4月 - 商号を株式会社ガリバーインターナショナルに変更。
- 1998年（平成10年）- 日本証券業協会に株式を登録。
- 2000年（平成12年）
  - 4月 - 本社を東京都千代田区丸の内に移転。
  - 12月 - 東京証券取引所市場第二部に上場。
- 2001年（平成13年）- ISO 9000（2000年度版）取得。
- 2002年（平成14年）- IR優良企業奨励賞受賞。
- 2003年（平成15年）- 東京証券取引所市場第一部に指定替え。
- 2004年（平成16年）- 米国にてGulliver USA, Inc.を設立。
- 2006年（平成18年）2月 - 東京ビルディングに丸の内本社を移転。
- 2007年（平成19年）9月 - ダボス会議に参加。
- 2008年（平成20年）
  - 1月 - コールセンターが「ISO/IEC 27001:2005」を取得。
  - 5月 - 羽鳥兼市が名誉会長に就任、代表取締役に羽鳥由宇介、羽鳥貴夫が就任。
- 2009年（平成21年）4月 - アウトレット1号店「ガリバーアウトレット蘇我インター店」オープン。
- 2012年（平成24年）
  - 7月 - 「WOW!TOWN（ワオタウン）」を開店
  - 12月 - BMW新車ディーラー事業に参入。北海道旭川市の正規ディーラーである光洋自動車のBMW部門「モトーレン光洋」を買収し、株式会社モトーレングローバルを設立。
- 2013年（平成25年）- 高級車専門の中古車販売店「LIBERALA（リベラーラ）」を開店。
- 2014年（平成26年）
  - 1月 - 軽自動車専門の中古車販売店「ガリバーミニクル」を開店。
  - 4月 - ミニバン専門の中古車販売店「スナップハウス」を開店。
  - 11月 - ニュージーランドオークランドにオセアニア1号店となる「ガリバーニューマーケット店」をオープン。
- 2015年（平成27年）
  - 8月 - ガリバーのSUV専門店「Brat」を開店。
  - 9月 - BMWの千葉県正規ディーラー「ナカミツモータース」を、ナカミツインターナショナルとともに買収。 株式会社モトーレングランツに商号を変更。
  - 9月 - 「クルマジロ」（現・ガリバーフリマ）の提供を開始。
- 2016年（平成28年）
  - 7月 - 商号を株式会社IDOMに変更。店舗ブランド「ガリバー」は引き続き使用。
  - 8月 - サブスクリプションサービス「NOREL（ノレル）」の提供を開始。
- 2017年（平成19年）
  - 5月 - 経済産業省と東京証券取引所が共同で実施する「攻めのIT経営銘柄2017」に選定。
  - 6月 -「クルマジロ」が「ガリバーフリマ」に名称を変更。
- 2018年（平成30年）2月 - タンザニアでライドシェア大手のUberと提携。
- 2019年（平成31年/令和元年）
  - 4月 - 個人間カーシェアサービス「GO2GO（ゴーツーゴー）」の提供を開始。
  - 9月 -  AI査定アプリ「Gulliver AUTO（ガリバーオート ）」アプリの提供を開始。
  - 9月 -  コーポレートアイデンティとなる「どこまでも、全力少年。」を発表。
- 2020年（令和2年）
  - 8月 - 株式会社IDOM CaaS Technologyを設立。
  - 10月 - 株式会社FMGを設立。
- 2021年（令和3年）9月 - BMWディーラー事業より撤退。モトーレングローバルとモトーレングランツを同業の「モトーレンレピオ」（ジーライオングループ）に譲渡。
- 2022年（令和4年）
  - 2月 - 本社をJPタワーに移転。
  - 4月 - 豪州新車ディーラー事業より撤退。豪州連結子会社でIDOM Automotive Group Pty Ltd.およびGulliver Australia Pty Ltd.の全株式について、豪投資会社のSwift Holdings Investments Pty Ltd.と譲渡契約を締結。
- 2023年（令和5年）
  - 3月 - IDOMとSBI損保、DX推進・CX向上を目指し協業開始
  - 6月 - 「全力ショウネン」オーディションを開催。新たなブランドソング制作を共創。
- 2024年（令和6年）
  - 11月 - クルマの魅力を再発見する記念日として、11月22日（金）を「いいブーブーの日」に制定[4]
- 2025年（令和7年）
  - 2月 - 「2025 MLB™ 東京シリーズ presented by Guggenheim」の大会オフィシャルパートナーシップを締結。
  - 3月 - 「健康経営優良法人2025（大規模法人部門）」に認定[5]
  - 3月 - 「ベストモチベーションカンパニーアワード2025」を受賞[6]
  - 3月 - 「DEALWATCH AWARDS 2024」の社債部門において「Debut Debt Deal of the Year」を受賞[7]。

## 社会貢献
- 2004年松井秀喜ホームランチャリティ（世界遺産スタディープログラム）
- 2005年ガリバー×松井秀喜　チャレンジプログラム2005
- 2006年ガリバー×松井秀喜　チャレンジプログラム2006
- 2006年子供110番の店　活動
- 2007年ネパール小学校建設と教育環境の向上プログラム
　　　　（買取1台ワクチン1人分、販売1台苗木10本分）
- 2011年〜2022年
  - 中古車の売却・購入時の「ユニセフ支援ギフト」プロジェクトを実施。
全国のガリバー店舗で中古車の売却・購入いずれか1台につき、お客様が4種類のユニセフ支援ギフトの中から1つを選択頂き、世界中の子どもたちに支援物資を提供。
- 2011年
  - 3月 - 東日本大地震による被災者への支援として、計1,000台の中古車を無償で提供。
- 2020年
  - 5月 - 新型コロナウイルス感染拡大による緊急事態宣言が発令された状況下で、医療従事者を中心に中古車を一定期間、無償で貸与。（#Save Moving）
- 2022年
  - 10月 - 全国の通園バスに安全装置（置き去り防止ブザー）を無償で100台取り付け[8]。
  - 11月 - 習志野市との災害時応援協定を締結[9]。
- 2023年
  - 7月 - 草津市と災害時応援協定を締結。
- 2025年
  - 4月 - 企業版ふるさと納税を活用し全国16自治体へエコカー70台を寄附。[10]

## 連結子会社/関連会社

### 国内
- 東京マイカー販売株式会社
  - 1994年設立。主に車種専門店を中心に取り扱う「Brat（ブラット）」というブランド名で中古車の販売、買取事業を全国で展開。
- 株式会社IDOM CaaS Technology（ICT）
  - 2020年、IDOMから会社分割するかたちでCaaS事業を継承し、設立。
  - サブスクリプションサービス「NOREL」、個人間カーシェアサービス「GO2GO」などのCaaS（Car as a Service）事業を展開。
- 株式会社IDOMビジネスサポート
  - 2018年設立の特例子会社
- 株式会社IDOM Digital Drive
  - 2024年設立。エンジニア採用を目的とした100%出資デジタル子会社
- 株式会社FMG
  - IDOMで展開していたアフリカ事業をスピンオフし、新会社を設立。

### 海外
- アメリカ
  - Gulliver USA, Inc.
  - Gulliver East, Inc.
- オーストラリア
  - IDOM Innovations Pty Ltd.

## その他・賞罰
- 1998年（平成10年）- 画像販売システム「ドルフィネット」が「第2回日本オンラインショッピング大賞」を受賞
- 2006年（平成18年）11月 - ポーター賞を受賞。
- 2007年（平成19年）
  - 7月 - プロ野球オールスターゲームを冠協賛。
  - 8月 - ガリバーのバナー広告が「カンヌ国際広告祭」にて入賞。
- 2008年（平成30年）4月 - 「ハイ・サービス日本300選」受賞。
- 2011年（平成23年）‐ Great Place to Work(R) Institute Japanが主催する「働きがいのある会社（従業員1000名以上部門）」ランキングに選出、以降7年間選出。
- 2012年（平成24年）7月 - 日経コンピュータが主催する「IT Japan Award 2012」にて準グランプリを受賞。
- 2017年（平成29年）12月8日 - 販売店で「10年保証対象車」「保証付き」などと記載した新聞の折り込みチラシを発行していたが、実際は保証は別料金（約10万から30万円）だったとして、景品表示法違反（有利誤認）で消費者庁から再発防止の措置命令を受けた[11]。
- 2019年（令和元年）8月 - ”車を並べて作った文字”で「ギネス世界記録」を達成。
- 2025年（令和7年）
  - 3月 - 「健康経営優良法人2025（大規模法人部門）」に認定[5]
  - 3月 - 「ベストモチベーションカンパニーアワード2025」を受賞[6]
  - 6月 - 「DEALWATCH AWARDS 2024」の社債部門において「Debut Debt Deal of the Year」を受賞。[7]

## テレビCM出演者
現在
過去
- 三井ゆり
- 竹中直人
- 藤原紀香
- 松井秀喜
- 片岡明日香
- 大槻義彦
- 矢追純一
- 韮澤潤一郎
- 東尾理子
- 山村紅葉
- 夏帆
- 眞島秀和
- 最所美咲
- レジー・ブラウン
- 小泉孝太郎
- 内野謙太
- EXILE THE SECOND
- 高山みなみ（ナレーション）
- 田中真弓（ナレーション）
- 大谷育江（ナレーション）
- 大塚明夫（ナレーション）
- 和楽器バンド
- 真野恵里菜
- 瀬川あやか（北海道限定）
- DA PUMP
- 瀧本美織
- 貴島明日香
- かまいたち
- 三浦知良

## テレビ番組
- 日経スペシャル カンブリア宮殿 「"非常識"の発想で儲けろ」（2008年7月14日、テレビ東京）

- 出演：ガリバーインターナショナル会長 羽鳥兼市。

## 書籍

### 関連書籍
- 『非常識であれ！ ユーラシア大陸走破で証明したガリバー流“挑む経営"の神髄』

（著者:羽鳥兼市 大角理佳 ガリバー・ユーラシア・マラソン・チーム）（2013年1月25日、日経BP社）

ISBN 9784822264468